# Podisma uvarovi
Podisma uvarovi är en insektsart som beskrevs av Willy Adolf Theodor Ramme 1926. Podisma uvarovi ingår i släktet Podisma och familjen gräshoppor. Inga underarter finns listade i Catalogue of Life.